# Capitoli di Black Butler

Copertina del quarto volume italiano, raffigurante il protagonista Sebastian Michaelis

Questa è la lista dei capitoli di Black Butler, manga scritto e disegnato da Yana Toboso e serializzato dal 16 settembre 2006 sulla rivista shōnen Monthly GFantasy edita da Square Enix ed è tuttora in corso. I vari capitoli vengono poi raccolti in formato tankōbon da Square Enix a partire dal 27 febbraio 2007.
In Italia la serie viene pubblicata da Panini Comics sotto l'etichetta Planet Manga con il titolo Black Butler - Il maggiordomo diabolico dal 24 aprile 2011.
Ogni volume del manga comprende di solito cinque capitoli, chiamati "episodi", e intitolati ognuno con un'indicazione temporale in inglese, nell'ordine "In the morning", "At noon", "In the afternoon", "At night", "At midnight" (rispettivamente "Di mattina", "A mezzogiorno", "Nel pomeriggio", "Di notte", "A mezzanotte"), anche se talvolta c'è un capitolo in meno e manca quindi una di queste indicazioni. Nonostante questo i capitoli seguono una numerazione continua che prosegue nei vari volumi. Ogni indicazione temporale è seguita dal titolo vero e proprio, formato dalla dicitura "Quel maggiordomo" (その執事?, Sono shitsuji), tradotta però con "Il maggiordomo" nella versione italiana, seguita da una virgola e da una parola o frase composta da due kanji.
Ogni volume ha un titolo che compare nella prima pagina dopo la copertina, formato dalla parola kuro (黒? lett. "nero") seguita da un'altra parola. Nella versione italiana questo titolo è in inglese, quindi la prima parola è "black", ma talvolta la seconda parola è in italiano. Questo titolo serve in realtà solo per creare un effetto comico, dato che dopo la parola "nero" un altro mestiere viene sostituito alla parola "maggiordomo", e in quella pagina si vede il personaggio di copertina nelle vesti di qualcuno che svolge quel mestiere, anche se in una posizione simile a quella della copertina vera e propria, mentre in un'altra pagina alla fine del manga si trova la presentazione di un'ipotetica storia alternativa che avrebbe proprio quel titolo.

## Volumi 1-10
| 1  | 27 febbraio 2007 | ISBN 978-4-7575-1963-3 | 24 aprile 2011    |
| 1  | Capitoli - 1. Il Maggiordomo, capace (その執事、有能?, Sono shitsuji, yūnō) - 2. Il Maggiordomo, onnipotente (その執事、万能?, Sono shitsuji, bannō) - 3. Il Maggiordomo, invincibile (その執事、最強?, Sono shitsuji, saikyō) - 4. Il Maggiordomo, funesto (その執事、最凶?, Sono shitsuji, sai kyō)                                                                                           |                        |                   |
| 2  | 27 luglio 2007 | ISBN 978-4-7575-2063-9 | 26 maggio 2011    |
| 2  | Capitoli - 5. Il Maggiordomo, molto impegnato (その執事、多忙?, Sono shitsuji, sabō) - 6. Il Maggiordomo, attivazione (その執事、始動?, Sono shitsuji, shidō) - 7. Il Maggiordomo, stravagante (その執事、粋狂?, Sono shitsuji, suikyō) - 8. Il Maggiordomo, ammirevole (その執事、殊勝?, Sono shitsuji, shushō) - 9. Il Maggiordomo, incontro fortuito (その執事、邂逅?, Sono shitsuji, kaikō) |                        |                   |
| 3  | 18 dicembre 2007 | ISBN 978-4-7575-2192-6 | 25 giugno 2011    |
| 3  | Capitoli - 10. Il Maggiordomo, flashback (その執事、回想?, Sono shitsuji, kaisō) - 11. Il Maggiordomo, ricordi (その執事、追想?, Sono shitsuji, tsuisō) - 12. Il Maggiordomo, controffensiva (その執事、反攻?, Sono shitsuji, hankō) - 13. Il Maggiordomo, rito funebre (その執事、葬送?, Sono shitsuji, sōsō) - 14. Il Maggiordomo, a caccia (その執事、狩猟?, Sono shitsuji, shuryō)          |                        |                   |
| 4  | 27 maggio 2008 | ISBN 978-4-7575-2291-6 | 31 luglio 2011    |
| 4  | Capitoli - 15. (その執事、居候?, Sono shitsuji, isōrō) - 16. (その執事、異邦?, Sono shitsuji, ihō) - 17. (その執事、拮抗?, Sono shitsuji, kikkō) - 18. (その執事、尾行?, Sono shitsuji, bikō) - 19. (その執事、異能?, Sono shitsuji, inō) |                        |                   |
| 5  | 18 settembre 2008 | ISBN 978-4-7575-2378-4 | 3 settembre 2011  |
| 5  | Capitoli - 20. (その執事、着想?, Sono shitsuji, chakusō) - 21. (その執事、競争?, Sono shitsuji, kyōsō) - 22. (その執事、純情?, Sono shitsuji, junjō) - 23. (その執事、交流?, Sono shitsuji, kōryū) |                        |                   |
| 6  | 27 gennaio 2009 | ISBN 978-4-7575-2485-9 | 30 settembre 2011 |
| 6  | Capitoli - 24. (その執事、壇上?, Sono shitsuji, sanjō) - 25. (その執事、治療?, Sono shitsuji, chiryō) - 26. (その執事、同僚?, Sono shitsuji, dōryō) - 27. (その執事、興行?, Sono shitsuji, kōgyō) |                        |                   |
| 7  | 27 giugno 2009 | ISBN 978-4-7575-2601-3 | 29 ottobre 2011   |
| 7  | Capitoli - 28. (その執事、交渉?, Sono shitsuji, kōshō) - 29. (その執事、醜行?, Sono shitsuji, shūkō) - 30. (その執事、撫養?, Sono shitsuji, buyō) - 31. (その執事、歓望?, Sono shitsuji, kanbō) - 32. (その執事、嘲笑?, Sono shitsuji, chōshō) |                        |                   |
| 8  | 27 novembre 2009 | ISBN 978-4-7575-2736-2 | 26 novembre 2011  |
| 8  | Capitoli - 33. (その執事、信望?, Sono shitsuji, shinbō) - 34. (その執事、従容?, Sono shitsuji, shōyō) - 35. (その執事、遂行?, Sono shitsuji, suikō) - 36. (その執事、随行?, Sono shitsuji, zuikō) - 37. (その執事、新調?, Sono shitsuji, shinchou) |                        |                   |
| 9  | 18 giugno 2010 | ISBN 978-4-7575-2891-8 | 24 dicembre 2011  |
| 9  | Capitoli - 38. (その執事、悲愴?, Sono shitsuji, hisō) - 39. (その執事、咆驚?, Sono shitsuji, houkyou) - 40. (その執事、収容?, Sono shitsuji, shūyō) - 41. (その執事、死亡?, Sono shitsuji, shibō) - 42. (その執事、代行?, Sono shitsuji, daikō) |                        |                   |
| 10 | 27 settembre 2010 | ISBN 978-4-7575-3012-6 | 17 marzo 2012     |
| 10 | Capitoli - 43. (その執事、屈強?, Sono shitsuji, kukkyō) - 44. (その執事、哀号?, Sono shitsuji, aigō) - 45. (その執事、移動?, Sono shitsuji, idō) - 46. (その執事、不要?, Sono shitsuji, fuyō) - 47. (その執事、熟考?, Sono shitsuji, jukkō) |                        |                   |

## Volumi 11-20
| 11 | 26 febbraio 2011 | ISBN 978-4-7575-3151-2 | 21 aprile 2012   |
| 11 | Capitoli - 48. (その執事、解決?, Sono shitsuji, kaiketsu) - 49. (その執事、奇矯?, Sono shitsuji, kikyō) - 50. (その執事、埋葬?, Sono shitsuji, maisō) - 51. (その執事、出港?, Sono shitsuji, shukkō) - 52. (その執事、運航?, Sono shitsuji, unkō)                                                 |                        |                  |
| 12 | 27 luglio 2011 | ISBN 978-4-7575-3307-3 | 23 giugno 2012   |
| 12 | Capitoli - 53. (その執事、乱闘?, Sono shitsuji, rantō) - 54. (その執事、無双?, Sono shitsuji, musō) - 55. (その執事、徒労?, Sono shitsuji, torō) - 56. (その執事、見当?, Sono shitsuji, kentō) - 57. (その執事、苦闘?, Sono shitsuji, kutō)                                                       |                        |                  |
| 13 | 27 dicembre 2011 | ISBN 978-4-7575-3460-5 | 8 settembre 2012 |
| 13 | Capitoli - 58. (その執事、手刀?, Sono shitsuji, tegatana) - 59. (その執事、妥協?, Sono shitsuji, dakyō) - 60. (その執事、動揺?, Sono shitsuji, dōyō) - 61. (その執事、誕生?, Sono shitsuji, tanjō) - 62. (その執事、成長?, Sono shitsuji, seichō)                                                 |                        |                  |
| 14 | 26 maggio 2012 | ISBN 978-4-7575-3611-1 | 20 ottobre 2012  |
| 14 | Capitoli - 63. (その執事、修行?, Sono shitsuji, shugyō) - 64. (その執事、傷重?, Sono shitsuji, kizu omo) - 65. (その執事、敢闘?, Sono shitsuji, kantousyō) - 66. (その執事、狂騒?, Sono shitsuji, kyōran) - 67. (その執事、通学?, Sono shitsuji, tsūgaku)                                         |                        |                  |
| 15 | 27 ottobre 2012 | ISBN 978-4-7575-3766-8 | 25 maggio 2013   |
| 15 | Capitoli - 68. (その執事、清掃?, Sono shitsuji, seisō) - 69. (その執事、変装?, Sono shitsuji, hensō) - 70. (その執事、誘導?, Sono shitsuji, yuudō) - 71. (その執事、策謀?, Sono shitsuji, sakubō) - 72. (その執事、嘆賞?, Sono shitsuji, tanshō)                                                  |                        |                  |
| 16 | 27 marzo 2013 | ISBN 978-4-7575-3928-0 | 5 ottobre 2013   |
| 16 | Capitoli - 73. (その執事、談合?, Sono shitsuji, dangō) - 74. (その執事、入場?, Sono shitsuji, nyūjō) - 75. (その執事、談笑?, Sono shitsuji, danshō) - 76. (その執事、策動?, Sono shitsuji, sakudō) - 77. (その執事、演奏?, Sono shitsuji, ensō)                                                   |                        |                  |
| 17 | 27 agosto 2013 | ISBN 978-4-7575-4053-8 | 8 febbraio 2014  |
| 17 | Capitoli - 78. (その執事、追走?, Sono shitsuji, tsuisō) - 79. (その執事、決勝?, Sono shitsuji, kesshō) - 80. (その執事、好投?, Sono shitsuji, kōtō) - 81. (その執事、優勝?, Sono shitsuji, yushō) - 82. (その執事、朗笑?, Sono shitsuji, rōshō)                                                   |                        |                  |
| 18 | 18 gennaio 2014 | ISBN 978-4-7575-4199-3 | 5 luglio 2014    |
| 18 | Capitoli - 83. (その執事、追走?, Sono shitsuji, shōnin) - 84. (その執事、決勝?, Sono shitsuji, sōzō) - 85. (その執事、好投?, Sono shitsuji, kassō) - 86. (その執事、優勝?, Sono shitsuji, shajō) - 87. (その執事、朗笑?, Sono shitsuji, tanbō)                                                    |                        |                  |
| 19 | 27 giugno 2014 | ISBN 978-4-7575-4344-7 | 6 dicembre 2014  |
| 19 | Capitoli - 88. (その執事、追走?, Sono shitsuji, jochō) - 89. (その執事、決勝?, Sono shitsuji, keishō) - 90. (その執事、退去?, Sono shitsuji, taikyō) - 91. (その執事、変更?, Sono shitsuji, henkō) - 92. (その執事、奉公?, Sono shitsuji, houkō)                                                  |                        |                  |
| 20 | 27 dicembre 2014 | ISBN 978-4-7575-4523-6 | 4 luglio 2015    |
| 20 | Capitoli - 93. (その執事、下降?, Sono shitsuji, kakō) - 94. (その執事、激昂?, Sono shitsuji, gekikō) - 95. (その執事、失望?, Sono shitsuji, shitsubouō) - 96. (その執事、勧奨?, Sono shitsuji, kanshō) - 97. (その執事、感興?, Sono shitsuji, kankyō) - 98. (その執事、応答?, Sono shitsuji, ōtō) |                        |                  |

## Volumi 21-30
| 21 | 27 maggio 2015 | ISBN 978-4-7575-4656-1 | 5 dicembre 2015  |
| 21 | Capitoli - 99. (その執事、狂暴?, Sono shitsuji, kyōbō) - 100. (その執事、脱走?, Sono shitsuji, dassō) - 101. (その執事、遭逢?, Sono shitsuji, sōhō) - 102. (その執事、掃討?, Sono shitsuji, sōtō) - 103. (その執事、不詳?, Sono shitsuji, fushō) |                        |                  |
| 22 | 18 novembre 2015 | ISBN 978-4-7575-4789-6 | 16 giugno 2016   |
| 22 | Capitoli - 104. (その執事、不評?, Sono shitsuji, fuhyō) - 105. (その執事、発表?, Sono shitsuji, happyō) - 106. (その執事、傾聴?, Sono shitsuji, keichō) - 107. (その執事、強要?, Sono shitsuji, kyōyō) - 108. (その執事、潜航?, Sono shitsuji, senkō) |                        |                  |
| 23 | 27 maggio 2016 | ISBN 978-4-7575-4997-5 | 9 dicembre 2016  |
| 23 | Capitoli - 109. (その執事、信仰?, Sono shitsuji, shinkō) - 110. (その執事、喫驚?, Sono shitsuji, kikkyō) - 111. (の執事、泥棒?, Sono shitsuji, dorobō) - 112. (その執事、独唱?, Sono shitsuji, dokushō) - 113. (の執事、独行?, Sono shitsuji, dokkō) - 114. (の執事、暴行?, Sono shitsuji, bōkō) |                        |                  |
| 24 | 27 dicembre 2016 | ISBN 978-4-7575-5207-4 | 15 giugno 2017   |
| 24 | Capitoli - 115. (その執事、拝聴?, Sono shitsuji, haichō) - 116. (その執事、着用?, Sono shitsuji, chakuyō) - 117. (その執事、丁々?, Sono shitsuji, chōchō) - 118. (その執事、改装?, Sono shitsuji, kaisō) - 119. (その執事、示教?, Sono shitsuji, shikyō) - 120. (その執事、弁情?, Sono shitsuji, ben jō) |                        |                  |
| 25 | 27 maggio 2017 | ISBN 978-4-7575-5359-0 | 14 dicembre 2017 |
| 25 | Capitoli - 121. (その執事、静聴?, Sono shitsuji, seichō) - 122. (その執事、不動?, Sono shitsuji, fudō) - 123. (その執事、待望?, Sono shitsuji, taibō) - 124. (その執事、明徴?, Sono shitsuji, meichō) - 125. (その執事、搬送?, Sono shitsuji, hansō) - 126. (その執事、帰投?, Sono shitsuji, kitō) |                        |                  |
| 26 | 27 dicembre 2017 | ISBN 978-4-7575-5570-9 | 7 giugno 2018    |
| 26 | Capitoli - 127. (その執事、讃称?, Sono shitsuji, sanshō) - 128. (その執事、見証?, Sono shitsuji, mi-shō) - 129. (その執事、錯綜?, Sono shitsuji, sakusō) - 130. (その執事、認証?, Sono shitsuji, ninshō) - 131. (その執事、宿老?, Sono shitsuji, shukurō) - 132. (その執事、嘉賞?, Sono shitsuji, kashō) - 133. (その執事、没了?, Sono shitsuji, botsu-ryō)                                                                                               |                        |                  |
| 27 | 27 luglio 2018 | ISBN 978-4-7575-5795-6 | 20 dicembre 2018 |
| 27 | Capitoli - 134. (その執事、嘆傷?, Sono shitsuji, tanshō) - 135. (その執事、献上?, Sono shitsuji, kenjō) - 136. (その執事、参上?, Sono shitsuji, sanjō) - 137. (その執事、折衝?, Sono shitsuji, sesshō) - 138. (その執事、推敲?, Sono shitsuji, suikō) - 139. (その執事、執刀?, Sono shitsuji, shittō) |                        |                  |
| 28 | 27 marzo 2019 | ISBN 978-4-7575-6031-4 | 21 novembre 2019 |
| 28 | Capitoli - 140. (その執事、主張?, Sono shitsuji, shuchō) - 141. (その執事、推量?, Sono shitsuji, suiryō) - 142. (その執事、膺懲?, Sono shitsuji, yōchō) - 143. (その執事、挙揚?, Sono shitsuji, kyoyō) - 144. (その執事、御用?, Sono shitsuji, goyō) - 145. (その執事、護送?, Sono shitsuji, gosō) - 146. (その執事、遁走?, Sono shitsuji, tonsō) - 147. (その執事、唐様?, Sono shitsuji, karayō)                                                         |                        |                  |
| 29 | 27 dicembre 2019 | ISBN 978-4-7575-6451-0 | 20 agosto 2020   |
| 29 | Capitoli - 148. (その執事、顰笑?, Sono shitsuji, hisomi emi) - 149. (その執事、鳩合?, Sono shitsuji, kyūgō) - 150. (その執事、魅了?, Sono shitsuji, miryō) - 151. (その執事、無精?, Sono shitsuji, bushō) - 152. (その執事、別動?, Sono shitsuji, betsu dō) - 153. (その執事、会同?, Sono shitsuji, kaidō) - 154. (その執事、遠方?, Sono shitsuji, enpō) - 155. (その執事、欠場?, Sono shitsuji, ketsujō) - 156. (その執事、提唱?, Sono shitsuji, teishō) |                        |                  |
| 30 | 27 ottobre 2020 | ISBN 978-4-7575-6916-4 | 24 giugno 2021   |
| 30 | Capitoli - 157. (その執事、品評?, Sono shitsuji, hinpyō) - 158. (その執事、異境?, Sono shitsuji, ikyō) - 159. (その執事、配送?, Sono shitsuji, haisō) - 160. (その執事、疎放?, Sono shitsuji, sohō) - 161. (その執事、執拗?, Sono shitsuji, shitsuyō) - 162. (その執事、採用?, Sono shitsuji, saiyō) - 163. (その執事、転倒?, Sono shitsuji, tentō) - 164. (その執事、先導?, Sono shitsuji, sendō) - 165. (その執事、教導?, Sono shitsuji, kyōdō)         |                        |                  |

## Volumi 31-in corso
| 31 | 27 settembre 2021 | ISBN 978-4-7575-7442-7 | 31 marzo 2022    |
| 31 | Capitoli - 166. (その執事、不承?, Sono shitsuji, fushō) - 167. (その執事、強剛?, Sono shitsuji, kyōgō) - 168. (その執事、検証?, Sono shitsuji, kenshō) - 169. (その執事、絶叫?, Sono shitsuji, zekkyō) - 170. (その執事、流浪?, Sono shitsuji, rurō) - 171. (その執事、霧消?, Sono shitsuji, mushō) - 172. (その執事、心療?, Sono shitsuji, shinryō) - 173. (その執事、療養?, Sono shitsuji, ryōyō) - 174. (その執事、医療?, Sono shitsuji, iryō) - 175. (その執事、同情?, Sono shitsuji, dōjō)   |                        |                  |
| 32 | 27 luglio 2022 | ISBN 978-4-7575-8046-6 | 2 febbraio 2023  |
| 32 | Capitoli - 176. (その執事、厨房?, Sono shitsuji, chūbō) - 177. (その執事、指導?, Sono shitsuji, shidō) - 178. (その執事、説教?, Sono shitsuji, sekkyō) - 179. (その執事、報奨?, Sono shitsuji, hōshō) - 180. (その執事、雇用?, Sono shitsuji, koyō) - 181. (その執事、講評?, Sono shitsuji, kōhyō) - 182. (その執事、問答?, Sono shitsuji, mondō) - 183. (その執事、消亡?, Sono shitsuji, shōbō) - 184. (その執事、放浪?, Sono shitsuji, hōrō) - 185. (その執事、同調?, Sono shitsuji, dōchō)     |                        |                  |
| 33 | 27 luglio 2023 | ISBN 978-4-7575-8699-4 | 14 dicembre 2023 |
| 33 | Capitoli - 186. (その執事、専行?, Sono shitsuji, senkō) - 187. (その執事、独行?, Sono shitsuji, dokkō) - 188. (その執事、朦朧?, Sono shitsuji, mōrō) - 189. (その執事、失笑?, Sono shitsuji, shisshō) - 190. (その執事、小康?, Sono shitsuji, shōkō) - 191. (その執事、怠業?, Sono shitsuji, taigyō) - 192. (その執事、懇望?, Sono shitsuji, konbō) - 193. (その執事、試行?, Sono shitsuji, shikō) - 194. (その執事、入校?, Sono shitsuji, nyūkō) - 195. (その執事、謹聴?, Sono shitsuji, kinchō) |                        |                  |
| 34 | 26 aprile 2024 | ISBN 978-4-7575-9165-3 | 10 ottobre 2024  |
| 34 | Capitoli - 196. (その執事、連想?, Sono shitsuji, rensō) - 197. (その執事、烏合?, Sono shitsuji, ugō) - 198. (その執事、電報?, Sono shitsuji, denpō) - 199. (その執事、陳答?, Sono shitsuji, chin kotae) - 200. (その執事、壮行?, Sono shitsuji, sōkō) - 201. (その執事、潜行?, Sono shitsuji, senkō) - 202. (その執事、内証?, Sono shitsuji, naishō) - 203. (その執事、盗聴?, Sono shitsuji, tōchō) - 204. (その執事、逸走?, Sono shitsuji, issō) - 205. (その執事、恐慌?, Sono shitsuji, kyōkō)  |                        |                  |

## Capitoli non ancora in formatotankōbon
Questa lista è suscettibile di variazioni e potrebbe essere incompleta o non aggiornata.

- 206.  (その執事、哀傷?, Sono shitsuji, aishō)
- 207.  (その執事、刃傷?, Sono shitsuji, ninjō)
- 208.  (その執事、解放?, Sono shitsuji, kaihō)
- 209.  (その執事、欺罔?, Sono shitsuji, gimō)
- 210.  (その執事、蛇行?, Sono shitsuji, dakō)
- 211.  (その執事、旅装?, Sono shitsuji, ryosō)
- 212.  (その執事、南行?, Sono shitsuji, nankō)
- 213.  (その執事、添乗?, Sono shitsuji, tenjō)
- 214.  (その執事、上昇?, Sono shitsuji, jōshō)
- 215.  (その執事、廃忘?, Sono shitsuji, haimō)
- 216.  (その執事、勘定?, Sono shitsuji, kanjō)
- 217.  (その執事、往訪?, Sono shitsuji, ōhō)